# Брусна (Южно-Одоевское сельское поселение)
Брусна — деревня  в Одоевском районе Тульской области России.
В рамках административно-территориального устройства относится к Одоевской сельской администрации Одоевского района, в рамках организации местного самоуправления включается в сельское поселение Южно-Одоевское.

## География
Расположена на левом берегу реки Упа. Высота над уровнем моря 150 м.

## Население
Население — 24 чел. (2010).

## История
"Деревня Брусна" упоминается в 1566 году в духовной грамоте
князя М.И.Воротынского.